# بطولة الغابون الوطنية
البطولة الوطنية الغابونية لكرة القدم هي مسابقة كرة القدم بين أندية الغابون .
البطل الحالي هو نادي مانغاسبورت.